# Werner Mummert
 (avril 2016).
Werner Mummert, né le 31 mars 1897 et décédé le 28 janvier 1950, est un officier de l'armée allemande durant la Première et la Seconde Guerre mondiale.

## Biographie
Il est né à Lüttewitz, quartier de la ville de Zschaitz-Ottewig dans le Royaume de Saxe (Empire allemand).
En 1914, il rejoint l'armée allemande et devient le Leutnant der Reserves.
En 1916 il rejoint le Sachs. Karabiner Regiment.
Il quitte l'armée entre les deux guerres.
Pendant la Seconde Guerre mondiale il reprend du service, participe à la bataille de Berlin, comme commandant de la Panzerdivision Müncheberg, où il sera fait prisonnier par l'Armée rouge.
Werner Mummert décède dans un camp soviétique vers janvier-février 1950.

## Seconde Guerre mondiale

### Promotions successives
Pendant la Seconde Guerre mondiale, il est successivement promu Oberstleutnant der Reserve, le 18 septembre 1942, Oberst der Reserve, le 1er février 1944, et enfin Generalmajor der Reserve, le 1er février 1945.

### Commandements
- Kdr. Aufkl. Abt. einer Infantry Division - 1er septembre 1939
- Kdr Pan.Aufkl.Abt.14 - ?
- Panzer Grenadier Regiment 103 - 28 janvier 1944
- Panzer Brigade 103 - 5 mars 1945
- Panzerdivision Müncheberg - 9 mars 1945

### Bataille de Berlin
Durant la bataille de Berlin, il devient le commandant de la Panzerdivision Müncheberg combattant dans la région de Berlin. Il prend également le commandement des deux secteurs A et B le 26 avril, afin de soulager les tâches du General der Artillerie Helmuth Weidling, commandant de la zone de défense de Berlin.

## Décorations
- Croix de fer de 2e et 1re classes
- Croix de chevalier de la croix de fer avec feuilles de chêne et glaives
  - Croix de chevalier le 17 août 1942
  - 429e feuilles de chêne le 20 mars 1944
  - 107e glaives le 23 octobre 1944
- Croix allemande en or (11 janvier 1942)
- Insigne de combat des blindés
- Nahkampfspange en bronze
- Sonderabzeichen für das Niederkämpfen von Panzerkampfwagen durch Einzelkämpfer
- Verwundetenabzeichen en argent
- Cité au Wehrmachtbericht